# Синеголовая танагра
Синеголовая танагра (лат. Tangara cyanicollis) — вид новонёбных птиц из семейства танагровых.

## Распространение и места обитания
Распространён исключительно в Южной Америке: в горах северной Венесуэлы и Андах западной Венесуэлы, Колумбии, Эквадоре, восточном Перу и северо-западной Боливии (Ла-Пас и Кочабамба); на горном хребте Сьерра-де-Периха на колумбийско-венесуэльских границах; в центральной Бразилии — отдельных местностях на севере Мату-Гросу, в Пара и на юге Гояс; на высоте от 100 до 2300 метров над уровнем моря.
Обитают в полуоткрытых горных местностях — низких вторичных лесистых местностях и в садах среди кустарников, а также частично на культивированных участках. Птицы не населяют леса, но встречаются в основном во влажных регионах.

## Описание
Длина тела птиц около 13 см, масса — около 17 грамм.
Голос: глухой писк и звук «сиип»; звуковые сигналы: «тсип» повышающаяся, высокая нота «сик», а также тихое стрекотание.

## Экология
Живут обычно парами или небольшими группами, реже поодиночке; часто в стайках с танаграми других видов ищут пищу. Питаются в основном фруктами. 